# Nogales (Durango)
Nogales es una localidad del estado mexicano de Durango. Es parte del municipio de Coneto de Comonfort.

## Demografía
| Gráfica de evolución demográfica |
|                                  |

| Censo | Población |
| ----- | --------- |
| 1900  | 106       |
| 1910  | 210       |
| 1921  | 25        |
| 1930  | 171       |
| 1940  | 252       |
| 1950  | 367       |
| 1960  | 470       |
| 1970  | 838       |
| 1980  | 927       |
| 1990  | 1 009     |
| 2000  | 1 151     |
| 2010  | 1 117     |
| 2020  | 1 063     |